# Amt Pellworm
Het Amt Pellworm is een Amt in de Duitse deelstaat Sleeswijk-Holstein, gelegen in de Kreis Noord-Friesland. 
Het bestuur van het Amt wordt middels een Verwaltungsgemeinschaft uitgeoefend door de stad Husum. 
Het Amt Pellworm omvat het eiland (en gemeente) Pellworm en de tot die gemeente behorende halligen Süderoog en Südfall, en daarbuiten de halligen Gröde (inclusief Habel), Hooge, Langeneß, die alle drie de status van gemeente hebben. Ook de onbewoonde hallig Norderoog (gem. Hooge) en Oland (gem. Langeneß) behoren tot het Amt.